# نادي الحسينية
نادي الحسينية الرياضي هو فريق كرة قدم عراقي مقره كربلاء، يلعب في الدوري العراقي الدرجة الثانية.

## روابط خارجية
- الحسينية على Goalzz.com
- أندية العراق - تواريخ التأسيس